# حفظ الموارد الوراثية واستخدامها المستدام
الموارد الوراثية هي المادة الوراثية ذات القيمة الفعلية أو المحتملة بمعنى إنها أي مادة ذات أصل نباتي أو حيواني أو جرثومي أو أي أصل آخر تحتوي على وحدات وظيفية للوراثة.  ومن ثم، تشير الموارد الوراثية إلى ذلك الجزء من التنوع الجيني الذي له استخدام عملي أو يمكن أن يكون له استخدام عملي، كما هو الحال في تربية النباتات. قدّم هذا المصطلح العالمان أوتو فرانكل وإيرنا بينيت في المؤتمر الفني حول استكشاف واستخدام وحفظ الموارد الوراثية النباتية، الذي نظمته منظمة الأغذية والزراعة (الفاو) والبرنامج البيولوجي الدولي (IBP)، الذي عقد في روما، إيطاليا.، 18-26 سبتمبر 1967. 
الموارد الوراثية هي أحد مستويات التنوع البيولوجي الثلاثة التي حددتها المادة 2 من اتفاقية التنوع البيولوجي (CBD) في ريو، 1992 
وبموجب اتفاقية التنوع البيولوجي، تنظّم هيئة الموارد الوراثية للأغذية والزراعة التابعة لمنظمة الأغذية والزراعة المناقشات والمفاوضات المتعلقة بالموارد الوراثية. وتميز هذه اللجنة المجالات التالية للموارد الجينية:
- الموارد الوراثية الحيوانية.
- الموارد الوراثية المائية.
- الموارد الوراثية الحرجية.
- الكائنات الحية الدقيقة [4] واللافقاريات.
- الموارد الوراثية النباتية.

## التاريخ
قبل إدخال هذا المصطلح، أجرى العالم الروسي نيكولاي فافيلوف دراسات شاملة حول الموارد الوراثية النباتية وأعمال الحفاظ عليها في عشرينيات القرن العشرين. وشدد عالم النبات الأمريكي جاك هارلان على العلاقة الوثيقة بين الموارد الوراثية النباتية والإنسان في منشوره الرائد "المحاصيل والإنسان". 

## منهجيات الحفاظ على الموارد الجينية
هناك طريقتان متكاملتان للحفاظ على الموارد الوراثية:
- في الموقع، ويتمثل في إدارة السكان في مواقعهم، والتطور ديناميكيًا في بيئتهم الطبيعية. [6] [7] تشمل المنهجيات المواقعية ما يلي:
  - الحفظ في المجموعات الطبيعية (في الطبيعة)
  - الحفظ في المزرعة
- خارج الموقع، ويتمثل في الحفاظ على الأفراد أو السكان خارج بيئاتهم الطبيعية. تشمل منهجيات بنك الجيناتخارج الموقع ما يلي:
  - الحفظ في بنوك البذور [8]
  - في الحفظ في المختبر
  - الحفظ بالتبريد

## السياسات الدولية
تعتبر السياسات أساسية لضمان التقاسم العادل والمنصف للمنافع المستمدة من استخدام الموارد الجينية للأجيال الحالية والمقبلة. يعتبر بروتوكول ناغويا الإطار للسياسة الدولية الرئيسي الذي ينظم تبادل الموارد الجينية واستخدامها، وقد دخل حيز التنفيذ في عام 2014. وهو يحدد ويحمي أصحاب الموارد الجينية ويضع قواعد الحصول وتقاسم المنافع (ABS) 

## المنشورات التي يراجعها النظراء
المجلات العلمية التالية مخصصة لموضوع حفظ الموارد الوراثية واستخدامها المستدام:
- الموارد الوراثية للحفظ
- علم الوراثة الحفظ
- الموارد الجينية (الوصول المفتوح)
- مجلة الموارد الوراثية
- الموارد الوراثية النباتية
- الموارد الوراثية وتطور المحاصيل

## أنظر أيضاً
- الأصول الوراثية، الموارد الوراثية التي يتم الحفاظ عليها لأغراض مختلفة مثل التربية والحفظ والبحث
- المعاهدة الدولية بشأن الموارد الوراثية النباتية للأغذية والزراعة، وهي اتفاقية دولية لتعزيز الاستخدام المستدام للموارد الوراثية النباتية في العالم
- تساهم الموارد الجينية في توفير خدمات النظام البيئي.